# Torneo Preolímpico Femenino de la OFC 2008
El Torneo Preolímpico Femenino de la OFC 2008 fue el campeonato que decidió que selección representaría a Oceanía en los Juegos Olímpicos.

## Primera fase
Se utilizó como Primera fase a los Juegos del Pacífico Sur 2007, realizados en Samoa. Las selecciones participantes, de las cuales resultó victoriosa Papúa Nueva Guinea fueron las siguientes:
- Fiyi
- Islas Cook
- Islas Salomón
- Nueva Caledonia
- Papúa Nueva Guinea
- Samoa
- Samoa Americana
- Tahití
- Tonga

## Segunda fase
La selección ganadora de la Primera fase, Papúa Nueva Guinea se cruzó con Nueva Zelanda para definir el clasificado a los Juegos Olímpicos de Pekín 2008
| Fecha              | Lugar |                    |                               | Resultado |                          |               |
| ------------------ | ----- | ------------------ | ----------------------------- | --------- | ------------------------ | ------------- |
| 8 de marzo de 2008 |       | Papúa Nueva Guinea | Bandera de Papúa Nueva Guinea | 0:2       | Bandera de Nueva Zelanda | Nueva Zelanda |

## Clasificado a los Juegos Olímpicos 2008
| Nueva Zelanda |
| Nueva Zelanda |
| ------------- |

- Datos: Q6149641